# Begraafplaats van Aix-Noulette
De gemeentelijke begraafplaats van Aix-Noulette ligt 470 m ten noorden van het gemeentehuis van Aix-Noulette in het Franse departement Pas-de-Calais langs de Rue de Bully naar Bully-les-Mines.
In de gemeente bevinden zich ook de Bois-de-Noulette British Cemetery en de Tranchee de Mecknes Cemetery.

## Geschiedenis
In het voorjaar van 1915 werd door Franse troepen aansluitend aan de oorspronkelijke begraafplaats een extensie aangelegd. In februari 1916 werd ze overgenomen door de Britse 1st en 2nd Divisions en tot oktober 1918 gebruikt door gevechtseenheden en veldhospitalen. Na de wapenstilstand werd ze nog uitgebreid met slachtoffers die afkomstig waren van de slagvelden ten oosten van Aix-Noulette. Op het vooroorlogse deel van de begraafplaats werden vijf op 11 maart 1917 gesneuvelde Britse militairen begraven.

## Aix-Noulette Communal Cemetery
Op de begraafplaats ligt een perk met 5 Britse militaire graven uit de Eerste Wereldoorlog. Zij sneuvelden allen op 11 maart 1917. De graven worden onderhouden door de Commonwealth War Graves Commission en zijn daar geregistreerd als Aix-Noulette Communal Cemetery.

## Aix-Noulette Communal Cemetery Extension
Het terrein van de extensie heeft een nagenoeg rechthoekig grondplan met een oppervlakte van 5.198 m² en is aan drie zijden begrensd door een bakstenen muur en aan de vierde zijde gedeeltelijk door een haag en de afscheidingsmuur met de gemeentelijke begraafplaats. Ze werd ontworpen door Edwin Lutyens en wordt onderhouden door de Commonwealth War Graves Commission, en is ingeschreven onder de titel Aix-Noulette Communal Cemetery Extension. Het Cross of Sacrifice staat centraal tegen de noordwestelijke muur en de Stone of Remembrance staat op dezelfde aslijn maar dichter bij de toegang.

## Graven
De begraafplaats wordt in twee gedeeld door een middenpad en links van dit pad liggen 502 Franse soldaten begraven. Rechts van het pad worden 749 Commonwealth-doden herdacht, 257 Britse en 492 Canadese, waarvan er 61 niet meer geïdentificeerd konden worden. 
- Drie Canadese infanteriesoldaten van Japanse afkomst liggen hier begraven, nl: Kichimatsu Sugimoto (gesneuveld op 24 augustus 1917), Kamakura Yoichhi (gesneuveld op 26 augustus 1917) en Fukui Tagakichi (gesneuveld op 21 september 1917).
- soldaat Edward Arthur Bissell diende onder het alias E. Griswould bij de Canadian Infantry.

### Onderscheiden militairen
- Laurence Aylmer Haldane, kapitein bij het Northamptonshire Regiment werd onderscheiden met de Distinguished Service Order (DSO).
- Hal Charles Fryer, majoor bij de Canadian Infantry en William Henry Lindsay, kapitein bij het East Surrey Regiment werden onderscheiden met het Military Cross (MC).
- Sidney Cousins, kanonnier bij de Royal Garrison Artillery en James Dugdale, sergeant bij het East Surrey Regiment werden onderscheiden met de Distinguished Conduct Medal (DCM). Laatstgenoemde ontving ook de Military Medal (DCM, MM).
- er zijn nog 15 militairen die de Military Medal (MM) ontvingen.

### Minderjarige militairen
- de soldaten Emilien Grignon en Arthur G. Rendol, beiden van de Canadian Infantry waren 17 jaar toen ze sneuvelden.

### Gefusilleerde militairen
- Gustave Comte, soldaat bij het 22nd Bn. Canadian Infantry werd wegens desertie gefusilleerd op 3 juli 1917. Hij was 22 jaar.
- Joseph La Lancette, soldaat bij het 22nd Bn. Canadian Infantry, werd wegens desertie gefusilleerd op 3 juli 1917. Hij was 21 jaar.[3]